# Болгария (фема)
Фема Болгария (греч. Θέμα Βουλγαρίας) — византийская фема, созданная императором Василием II после завоевания Первого болгарского царства в 1018 году и просуществовавшая до начала восстания братьев Асень в 1185 году. Столица располагалась в Скопье, фемой руководил стратег.
Первое Болгарское царство отвоёвывалось византийцами полвека:
- летом 971 года Иоанн Цимисхий победой над киевским князем Святославом смог захватить северную часть Болгарии (Паристрион);
- в 991—995 годах Василий II Болгаробойца предпринял поход против Болгарии, ранее ведя оборонительную войну;
- с 1001 года началось систематическое завоевание Болгарии, окончившееся в 1018 году вместе с подчинением сербских и хорватских земель.

Василий II после завоевания не решился на резкие изменения: издал указ о сохранении налоговой системы Болгарского царства, болгарский патриархат был понижен до архиепископства (Охридская архиепископия, сохранившая автокефальный статус с назначением архиепископа императором. Болгарский архиепископ занял фактически третье место в церковной иерархии империи после патриархов Константинополя и Антиохии, ему были подчинены также несколько епископий с греческим населением), болгарская аристократия сохранила свои права, а местные войска набирались в основном из болгарского населения. Но через десять лет после смерти Василия II была введена византийская налоговая система. Все важнейшие посты в администрации и церкви были заняты греками. Часть болгарской аристократии смещалась со своих должностей, многие отправлялись в другие области империи. Всё это вызывало недовольство среди местного населения.
После завоевания в Болгарии находились обширные императорские домены, где паслись табуны его коней.
За историю фемы вспыхивало ряд восстаний, направленных на восстановление болгарского государства.
- Первое восстание поднялось в Белграде в 1040 году под руководством Петра Деляна, называвшего себя внуком царя Самуила. Быстро охватило почти половину западных владений империи, носило черты антифеодального восстания. Византийские власти были изгнаны с огромной территории (от Дуная и Моравы до Фессалоники и Афин, от Диррахия до Сердики).[9]
- в Фессалии в 1066 году восстал Никулица Дельфин (болг.)[10].;
- восстание Георгия Войтеха (болг.);
- Восстание в Паристрионе;
- восстания Добромира в Месембрии и Леки в Средце в 1079 году.[6][11]

После прихода к власти династии Комнинов болгарские восстания утихли из-за интеграции старой болгарской аристократии в управление империей.
В конце XI века византийские владения на Балканах стали ареной ожесточенных военных действий империи с норманнами. Вскоре после завоевания Болгарии регион начал подвергаться набегам тюркских племён — узов, печенегов и половцев. В конце XII века на фоне появления новой императорской династии Ангелов и ослабления Византии в Болгарии разразилось восстание Ивана и Петра Асеней, в ходе которого было создано Второе Болгарское царство.